# Jimara marginata
Jimara marginata är en insektsart som beskrevs av Irena Dworakowska 1977. Jimara marginata ingår i släktet Jimara och familjen dvärgstritar. Inga underarter finns listade i Catalogue of Life.